# Iabloko
Partidul Democrat Unit Rus „Iabloko” (rusă: Росси́йская объединённая демократи́ческая па́ртия «Я́блоко» Rossiyskaya obyedinyonnaya demokraticheskaya partiya "Yabloko") este un partid politic social-liberal din Rusia fondat de fostul viceprim-ministru sovietic Grigori Iavlinski, de doi senatori, și în prezent condus de Nikolai Rîbakov. Logo-ul partidului constă dintr-un cerc roșu și un triunghi isoscel verde, sugerând un măr în stil constructivist, o încuviințare a numelui partidului (bazat pe inițialele fondatorilor: Yavlinsky, Boldyrev, Lukin) care este cuvântul rusesc pentru „măr” (rusă: я́блоко). Platforma partidului Iabloko militează pentru o economie de piață socială, concurența loială în politică și economie, este pentru inviolabilitatea proprietății private și pentru egalitate de șanse.

## Istorie
Partidul își are originile la începutul anilor 1990. Predecesorul imediat al partidului Iabloko a fost cartelul electoral Iavlinski-Boldîrev-Lukin, format pentru alegerile legislative din 1993. „Iabloko” este un acronim al numelor fondatorilor săi: „Я” (Ia) pentru Grigori Iavlinski; „Б” (B) pentru Iuri Boldîrev și „Л” (L) pentru Vladimir Lukin, cu numele complet care înseamnă „măr” în rusă. Partidul militează pentru o piață liberă și libertăți civile în Rusia, o relație mai bună cu Statele Unite și pentru aparteneța la Uniunea Europeană. Partidul s-a opus președintelui Boris Elțîn și politicile primului ministru, câștigând reputația unei mișcări de opoziție hotărâte, care totuși a fost dedicată reformelor democratice (în contrast, majoritatea opoziției era comunistă sau de extremă dreapta în acel moment). În mod similar, a continuat să se opună lui Vladimir Putin pentru ceea ce ei consideră că autoritarismul său este în creștere și a cerut eliminarea guvernului său „prin mijloace constituționale”.
Înființată inițial ca organizație publică în 1993, s-a transformat în partid politic în 2001. A contestat alegerile legislative din 1993, 1995, 1999 și 2003.
Susține că alegerile parlamentare din 2003 au fost fraudate. Unele sondaje și relatări paralele efectuate de observatorii opoziției au arătat că Iabloko a depășit pragul de 5% necesar reprezentării parlamentare, obținând 6% din voturi, care ar fi trebuit să se traducă în aproximativ 20 de locuri parlamentare. Însuși Vladimir Putin l-a sunat pe Yavlinsky în noaptea alegerilor pentru a îi felicita partidul că a revenit în Dumă. Cu toate acestea, majoritatea acestor sondaje au avut o marjă mare de eroare (plus sau minus trei la sută) și au arătat că Iabloko ar obține locuri doar cu o marjă mică. Rezultatele oficiale anunțate de Comisia Electorală Centrală i-au dat lui Iabloko 4,30% din voturi și niciun loc în sistemul listei proporționale a partidelor. Doar patru candidați Iabloko au reușit să intre în Dumă după ce au câștigat cursele electorale din districte.
La 4 decembrie 2005, Yabloko-Democrații Uniți, o coaliție formată din Iabloko și Uniunea Forțelor de Dreapta, a câștigat 11% din voturi la alegerile municipale din Moscova și a devenit unul dintre singurele trei partide (împreună cu Rusia Unită și Partidul Comunist) intrați în noua Duma orașului Moscova. Acest succes a fost văzut de liderii Iabloko ca un semn plin de speranță pentru alegerile parlamentare din 2007 și a întărit opinia că Iabloko și Uniunea Forțelor de Dreapta trebuie să se unească pentru a fi aleși în Duma de Stat în 2007.
Comisia pentru Unificarea Forțelor Democratice, aflată sub președinția lui Boris Nemțov, a fost înființată de Uniunea Forțelor de Dreapta, la 16 februarie 2006. Cu toate acestea, planurile de fuziune au fost eliminate în decembrie 2006, deoarece diferențele păreau prea mari.
La alegerile legislative din 2007, Iabloko a pierdut reprezentarea în parlament, fiind sub pragul electoral.
La alegerile regionale din Rusia din 4 decembrie 2011, Iabloko a câștigat câteva locuri în parlamentele regionale din Rusia: 6 din 50 în Adunarea legislativă din Sankt Petersburg, 4 din 50 în Adunarea legislativă a Republicii Karelia și 1 din 44 în organul legislativ din Pskov.
La alegerile regionale din Rusia din 8 septembrie 2019, Iabloko a câștigat locuri în câteva parlamente regionale din Rusia: 4 din 45 în Duma orașului Moscova și 1 în Duma legislativă a regiunii Habarovsk. Partidul a reușit, de asemenea, să-și asigure 111 locuri municipale în întreaga țară, 81 dintre ele la Sankt Petersburg.

### Conducere
| № | Lider | Lider             | Perioadă                              |
| - | ----- | ----------------- | ------------------------------------- |
| 1 |       | Grigory Yavlinsky | 16 octombrie 1993 - 21 iunie 2008     |
| 2 |       | Sergey Mitrokhin  | 21 iunie 2008 - 20 decembrie 2015     |
| 3 |       | Emilia Slabunova  | 20 decembrie 2015 - 15 decembrie 2019 |
| 4 |       | Nikolay Rybakov   | 15 decembrie 2019 - prezent           |

## Rezultate electorale

### Alegeri prezidențiale
| Președinția Rusiei |                   |                         |                       |                         |                       |
| An                 | Candidat          | Primul tur              | Primul tur            | Al doilea tur           | Al doilea tur         |
| An                 | Candidat          | # din totalul de voturi | % din totalul votului | # din totalul de voturi | % din totalul votului |
| 1996               | Grigory Yavlinsky | 5,550,752               | 7.4% (#4)             |                         |                       |
| 2000               | Grigory Yavlinsky | 4,351,450               | 5.9% (#3)             |                         |                       |
| 2018               | Grigory Yavlinsky | 769,644                 | 1.05% (#5)            |                         |                       |

### Alegeri pentru Duma de Stat
| An   | # din voturi totale pe listă | % din votul total pe lista partidelor | # din voturi totale ale circumscripțiilor electorale | % din votul total în circumscripțiile electorale | # din Totalul de locuri câștigate | +/–  | Lider             |
| ---- | ---------------------------- | ------------------------------------- | ---------------------------------------------------- | ------------------------------------------------ | --------------------------------- | ---- | ----------------- |
| 1993 | 4,223,219 (#6)               | 7.9                                   | 1,849,120 (#4)                                       | 3.5                                              | 27 / 450                          | -    | Grigory Yavlinsky |
| 1995 | 4,767,384 (#4)               | 6.9                                   | 2,209,945 (#6)                                       | 3.3                                              | 45 / 450                          | ▲ 18 | Grigory Yavlinsky |
| 1999 | 3,955,611 (#6)               | 5.9                                   | 3,289,760 (#4)                                       | 5.1                                              | 20 / 450                          | ▼ 25 | Grigory Yavlinsky |
| 2003 | 2,610,087 (#5)               | 4.3                                   | 1,580,629 (#8)                                       | 2.7                                              | 4 / 450                           | ▼ 16 | Grigory Yavlinsky |
| 2007 | 1,108,985 (#6)               | 1.6                                   | Fără circumscripții electorale                       | Fără circumscripții electorale                   | 0 / 450                           | ▼ 4  | Grigory Yavlinsky |
| 2011 | 2,252,403 (#6)               | 3.4                                   | Fără circumscripții electorale                       | Fără circumscripții electorale                   | 0 / 450                           | -    | Sergey Mitrokhin  |
| 2016 | 1,051,335 (#6)               | 2.0                                   | 1,323,793 (#6)                                       | 2.6                                              | 0 / 450                           | -    | Emilia Slabunova  |

### Alegeri parlamentare regionale
Parlamentele regionale din Rusia unde Iabloko are reprezentare. 
| Parlament regional | An        | Locuri    | Locuri    |
| Parlament regional | An        | #         | Poziție   |
| Republici          | Republici | Republici | Republici |
| ------------------ | --------- | --------- | --------- |
| Carelia            | 2016      | 3 / 36    | #2        |
| Krais              |           |           |           |
| Khabarovsk Krai    | 2019      | 1 / 36    | #4        |
| Oblasts            |           |           |           |
| Kostroma Oblast    | 2020      | 1 / 36    | #3        |
| Pskov Oblast       | 2016      | 2 / 44    | #4        |
| Orașe federale     |           |           |           |
| Sankt Petersburg   | 2016      | 2 / 50    | #3        |
| Moscova            | 2019      | 4 / 45    | #3        |